# Изследване на Меркурий
На изследването на Меркурий като цяло се отделя по-малко внимание в сравнение с други планети от Слънчевата система. Меркурий е най-слабо проучената вътрешна планета. Към началото на 2008 г. Маринър 10 и МЕСИНДЖЪР са единствените космически апарати, провели близки наблюдения на планетата. МЕСИНДЖЪР е първият апарат, постоянно обикалящ в орбита около Меркурий.
Третата мисия до Меркурий, наречена BepiColombo и планирана за 2015 г., ще включва две космически сонди. Тя е съвместен проект на Европейската космическа агенция и японската ДЖАКСА. BepiColombo и МЕСИНДЖЪР трябва да съберат допълнителни данни, които да спомогнат за обяснението на някои от озадачаващите наблюдения на Маринър 10. Поради близостта си до Слънцето, Меркурий е по-трудна за изследване, отколкото други планети.

## Интерес към Меркурий
Меркурий не е бил основен обект на изследване на много космически програми. Тъй като планетата е много близо до Слънцето и въртенето около собствената ѝ ос е много бавно, температурите на повърхността ѝ варират от 427 °C до -173 °C (801 °F до -279 °F). Обсъжда се възможността за трансформиране на Меркурий по подобие на Земята (т. нар. „тераформиране“) и заселване на полюсите ѝ, но поради факта, че такова трансформиране би било много по-непрактично от това на Марс или Венера, то дискусията се отнася за неопределено далечно бъдеще.
Настоящият интерес към Меркурий е породен главно от данните, събрани от Маринър 10, някои от които са неочаквани и озадачаващи за учените, изучаващи планетата с телескопи от Земята, и противоречат на много от изводите им, направени въз основа на телескопските наблюдения.
Основна причина толкова малко космически апарати да са изследвали Меркурий, е близостта на планетата до Слънцето, непозволяваща лесното навлизане в орбитата ѝ. Мощната гравитация на Слънцето притегля всеки обект, навлизащ в орбитата на Меркурий. Допълнителна трудност представлява фактът, че такова навлизане изисква забавяне на обекта, докато с приближаването си до Слънцето обектът естествено се ускорява под въздействие и в посока на по-мощното гравитационно поле. Поради това за преодоляване гравитационното привличане на Слънцето се изисква значително количество енергия. Освен това, тъй като атмосферата на Меркурий е изключително рядка, кацащият на повърхността му обект не може да използва съпротивлението ѝ за забавяне на скоростта си, нито би могъл да използва парашути, а се нуждае за целта от собствена енергия. Тези две обстоятелства правят всяка мисия до Меркурий, независимо дали в орбита или на повърхността на планетата, много енергоемка.

## Маринър 10
Маринър 10 е сонда, чийто основни цели са излседването на атмосферата, повърхността и физическите характеристики на Меркурий и Венера. Мисията възлиза на по-малко от 98 млн. долара и се счита за един от нискобюджетните проекти на НАСА. Апаратът е изстрелян на 3 ноември 1973 г. от Космически център Джон Ф. Кенеди. Поради трудностите по навлизане в орбитата на Меркурий, е предвидено сондата да обикаля около Слънцето. За достигане на целта си, сондата бива ускорена с помощта на гравитацията на Венера. На 29 март 1974 г. по пътя си към Слънцето сондата преминава в близост до Меркурий. Тогава е осъществено и първото наблюдение на Меркурий от близо. Впоследствие Маринър 10 навлиза в орбитата на Слънцето, което обикаля със скорост два пъти по-малка от скоростта, с която Меркурий се върти около него, т.е. за всяка обиколка на сондата около Слънцето Меркурий прави две обиколки. По този начин, преди мисията на апарата да приключи, той успява да прелети край Меркурий още два пъти – на 21 септември 1974 г. и на 16 март 1975 г. Но тъй като по време и на двата прелета планетата е осветена от една и съща страна, сондата успява да заснеме само 45% от повърхността ѝ. Мисията на Маринър 10 приключва на 24 март 1975 г. с изразходване на горивото му, без което апаратът става неуправляем.
Близкото наблюдение успява да установи два значими факта. Първо, сондата регистрира наличието на магнитно поле на Меркурий, което е подобно на земното. Това представлява изненада за учените, тъй като планетата се върти около оста си много бавно. Второ, фотографиите показват множество ударни кратери по повърхността. Изображенията помагат на учените да стигнат и до заключението, че кората на планетата не е претърпяла големи промени. Наблюденията на Маринър 10 допринасят и за изучаването на състава и възрастта на планетата.

## МЕСИНДЖЪР
МЕСИНДЖЪР е сонда на НАСА, намираща се в орбита около Меркурий. Изстреляна е на 3 август 2004 г. от Кейп Канаверал. Сондата пътува общо шест и половина земни години, преди да навлезе в орбита около Меркурий. За целта прави няколко гравитационни маньовъра край Земята, Венера и Меркурий. Покрай Земята преминава през февруари 2005 г., а покрай Венера през октомври 2006 г. и октомври 2007 г. Освен това, преди да навлезе в орбитата на Меркурий на 18 март 2011 г., МЕСИНДЖЪР прелита покрай него на три пъти (през януари и октомври 2008 г. и още веднъж през септември 2009 г.). По време на тези прелитания са заснети 95% от повърхността на планетата. Мисията приключва през 2012 г. с изчерпване на горивото.
Информацията, събрана от МЕСИНДЖЪР, ще бъде използвана, за да се дадат отговори на следните въпроси относно Меркурий:
1. Защо планетата е толкова плътна?
2. Каква е геоложката ѝ история?
3. От какво е съставено ядрото ѝ?
4. Каква е природата на магнитното ѝ поле?
5. Какво представляват необичайните вещества на полюсите на планетата?

## BepiColombo
Мисията му включва 2 орбитъра и един спускаем апарат. Това са Меркурий планетъри орбитър (МПО), Меркурий магнитосфер орбитър (ММО) и Меркурий сърфейс елемънт (МСЕ). Всеки апарат има различна цел: МПО трябва да заснеме планетата, ММО трябва да изучава магнитосферата. Европейската космическа агенция и Япония работят съвмество по проекта и всеки трябва да конструира един от орбитърите. ЕКА ще конструира МПО и МСЕ, а Япония ММО.
BepiColombo трябва да отговори на следните въпроси
1. Какво можем да научим за формирането на Слънчевата система от Меркурий?
2. Защо Меркурий е толкова плътен в сравнение с другите подобни на Земята планети (включително и Луната)?
3. Течно ли е или твърдо е ядрото на Меркурий?
4. Има ли тектонска активност на Меркурий днес?
5. Защо толкова малка планета има толкова значимо магнитно поле, докато Венера, Марс и Луната нямат?
6. Защо наблюденията от Земята не откриват наличие на желязо, след като планетата най-вероятно го съдържа в големи количества?
7. Съдържат ли постоянно засенчените кратери на полюсите сяра или лед?
8. Дали незаснетото полукълбо на Меркурий се различава много от това, което заснема Маринър 10?
9. Какви механизми произвеждат екзосферата?
10. Как при отсъствие на йоносфера магнитното поле си взаимодейства със слънчевия вятър?
11. Дали магнетизираната среда на Меркурий има напомнящи на земните явления, като полярното сияние, радиационни пояси и магнитосферни бури.

Подобно на предните два апарата и този ще използва гравитационни маньоври край Венера и Земята. BepiColombo ще използва слънчево електрически двигател и ще използва подобни маневри до Луната, Земята и Венера. Тези техники ще забавят орбитърите докато достигнат Меркурий.
BepiColombo е насрочен за изстрелване през август 2013 г. Насрочено е да влезе в орбита на Меркурий през 2019 г. и ще събира информация в продължение на 1 или 2 години.

## Външни прапратки
- ((en)) Маринър 10. Архив на оригинала от 2005-09-05 в Wayback Machine.
- ((en)) МЕСИНДЖЪР.